# Scopula proxima
Scopula proxima là một loài bướm đêm trong họ Geometridae.